# 大澤伸剛
大澤 伸剛（おおさわ のぶたか、1925年（大正14年）1月7日 - 2018年（平成30年）9月18日）は、日本の実業家。旧日本海軍の士官。勲五等瑞宝章受章者。
株式会社オオサワ元代表取締役。日本ケミカルシューズ工業組合元理事長。
外孫は第53代兵庫県知事の斎藤元彦。

## 経歴
兵庫県神戸市垂水区出身。1940年（昭和15年）大阪市立都島工業学校電気科を卒業。1947年（昭和22年）大澤ゴム工業所を創立。塩化ビニールを素材とする商材の製造販売を開始。作業工程の機械化にも努め、地元鉄工所と連携しコンベヤー方式を確立。多くの企業がこの方式を採用し、生産能力の向上に大きく寄与した。
1954年（昭和29年）同社の貿易部門として源弘貿易（のちの大澤産業）を設立。神戸でいち早く、ゴムや合成皮革、麻布などを使ったケミカルシューズの生産に乗り出した。1956年（昭和31年）西日本貿易振興協議会主催の第5回西日本輸出雑貨振興会において知事賞を受ける。1958年（昭和33年）4月国際見本市に業界代表として出席、感謝状を受ける。同年7月源弘貿易を大澤産業と改称。
1959年（昭和34年）4月黒い羽根運動に協賛。炭鉱離職者の増加が社会問題になっていた1960年（昭和35年）ごろ、九州の職業安定所を通じて、中学生を含む61人を採用した。身体障害者や母子家庭の子どもたちを積極的に採用して技術を継承し、人材育成にも力を注いだ。 
その後、第2回ケミカルシューズコンテストにおいて表彰を受け企業合理化により知事から産業功労賞を受ける。同年7月大澤ゴム工業所を株式に改組。1960年（昭和35年）8月全国履物組合東京コンテストにおいてグッドデザイン賞を受ける。神戸市立蓮池小学校PTA役員も兼任。
1971年（昭和46年）日本ケミカルシューズ工業組合理事長に就任。長田区にあるケミカルシューズ産業会館建設（1973年（昭和48年）2月完成）に力を注ぐほか、業界の機械化、合理化も推し進め、混乱のドルショック、オイルショックの局面をしのいだ。
2002年（平成14年）、ポートアイランド第２期の緑地にゴルフ練習場を建設。練習場の隣に公園も整備した。
2018年（平成30年）9月18日、老衰のため神戸市須磨区の自宅で死去。

## エピソード
かつて日本ケミカルシューズ工業組合副理事長を務めた在日朝鮮人の韓皙曦（ハン・ソッキ、日本名：西原基一郎、産婦人科医・宋美玄の外祖父）著『人生は七転八起:私の在日七〇年』（岩波書店、1997年）によれば、大澤の政治力と実行力は傑出しており、（ニクソン・ショックやオイルショックなど）危機対応の支援に政治家を引き込んで国、県、市に強力に働きかけたという。また大澤はケミカルシューズ産業会館を建設し、借入金や経費は、神戸市商工課の出張所などのテナント数軒の家賃と数十台の駐車場料でまかなえるようにし、組合の域をつくったという。尚、韓は大澤の性格を以下のように評価している。

## その他の役職
- 通産省貿易輸出会議専門元委員[5]。
- 兵庫県物産協会元副会長[5]。
- 神戸市トレーダース協会元理事[5]。
- 兵庫県中小企業振興会議会元委員[5]。
- 日本商工会議所小企業振興元委員[5]。

## 家族・親戚

### 家族
- 妻・秀子（1926年（大正15年）10月10日生）
松蔭女子専門学校卒業[1][5]。
- 長男・裕信（1949年（昭和24年）1月8日生）
慶應義塾大学法学部卒業[5]。大澤産業社長[5]。株式会社オオサワ 代表取締役[13][14]。神戸新聞厚生事業団評議員[15]。
  - 長男の妻・由美（1950年（昭和25年）2月27日生） 
カリタス女子短期大学卒業[16]。父は東海カーボン元監査室長、東海産業元常務取締役、玉川製作所監査役を務めた渡邊舟人[16]。兄は富士フイルムコンピューターシステム代表取締役社長の渡邊道人[16][17]。
- 次男・勇（1951年（昭和26年）6月5日生） 
慶應義塾大学経済学部卒業[1][5]。
- 長女・フク（1950年（昭和25年）10月25日生） 
甲南女子大学英文科卒業[1][5]。斎藤家に嫁ぐ[1][5]。
- 次女・文子（1952年（昭和27年）11月4日生）
神戸山手女子短期大学卒業[1][5]。斎藤家に嫁ぐ[1][5]。
- 外孫・斎藤元彦（1977年（昭和52年）11月15日生） 
東京大学経済学部卒業。元総務官僚。第53代兵庫県知事。

### 親戚
- 叔父・木村善隆（1916年（大正5年）9月8日生） 東京大学法学部法律学科卒業[1][18]。警察官僚。内閣調査室元職員[1][18]。元中部管区警察局長[18]。 京成電鉄元取締役[18]。オリエンタルランド元専務取締役[18]。